# WASP-28
WASP-28 — звезда в созвездии Рыб. Находится на расстоянии приблизительно 1090 световых лет от Солнца. Вокруг звезды обращается, как минимум, одна планета.

## Характеристики
WASP-28 представляет собой звезду 12 величины, имеющую массу и радиус, равные 1,08 и 1,05 солнечных соответственно. Температура поверхности составляет около 6100 кельвинов. Возраст звезды оценивается приблизительно в 5 миллиардов лет.

## Планетная система
В 2010 году группой астрономов, работающих в рамках программы SuperWASP, было объявлено об открытии планеты WASP-28 b в системе. Это типичный горячий юпитер, обращающийся на расстоянии 0,046 а.е. от родительской звезды и совершающий полный оборот за 3,4 суток. Температура планеты оценивается в 1410 кельвинов. Открытие планеты было совершено транзитным методом.